# Die Dschungel-Residenz
Die Dsungel-Residenz (auch „Die Dschungelresidenz“, Originaltitel The Outstation) ist eine Erzählung von William Somerset Maugham. Sie erschien im Juni 1924 im International Magazine, in Buchform schließlich in der Sammlung The Casuarina Tree (1926).

## Entstehung

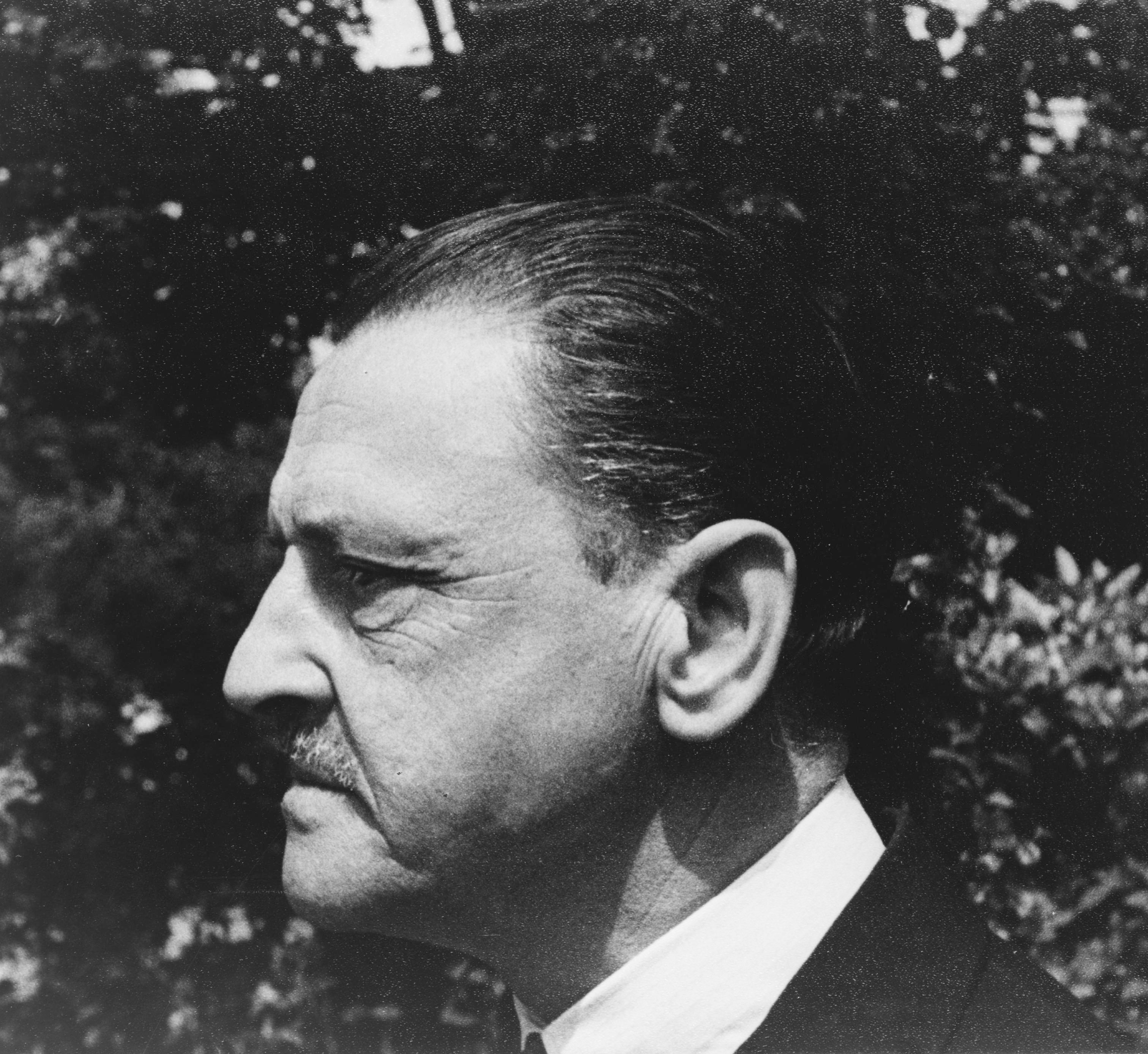
W. Somerset Maugham 1934. Fotografie von Carl Van Vechten

Obwohl Somerset Maugham für seine Kurzgeschichten in malaiischer Umgebung berühmt ist, verbrachte er nicht allzu viel Zeit in der Region. Er besuchte zum ersten Mal 1921 die damalige britische Kolonie der Föderierten Malaiischen Staaten. Sein Aufenthalt dauerte sechs Monate, drei davon krankheitsbedingt in einem Sanatorium auf Java. Sein zweiter und letzter Besuch fand 1925 statt, als er vier Monate dort war. Dies reichte jedoch aus, ausreichend viel Material zu sammeln. Auf seinen Reisen durch abgelegene Dschungelgebiete übernachtete er gern in den Häusern von Kolonialbeamten, die monatelang keinen Landsmann mehr gesehen hatten und dementsprechend sehr mitteilsam waren. Sie plauderten gern und steckten voller Geschichten. In der Hauptstadt Kuala Lumpur sprach er mit Leuten in Clubs und hielt sorgfältig den Klatsch, die Geschichten, die Anekdoten und die Erinnerungen fest, die sie nur zu gern weitergaben. Im Gegensatz zu  anderen seiner malaiischen Geschichten lässt sich The Outstation nicht direkt auf eine reale Person oder einen real existierenden Ort zurückführen, obwohl die Geschichte sehr gut passt zu etwas, das ihm von einem redseligen Gastgeber bei einem Glas Gin Pahit erzählt wurde. Die Kurzgeschichte steht für Maughams Hauptinteresse, den Reaktionen seiner britischen Landsleute auf die Konfrontation mit exotischen Kontexten nachzuspüren. The Outstation erschien erstmals in der Sammlung The Casuarina Tree (1926), zusammen mit den Erzählungen Before the Party, P. and O., The Force of Circumstance, The Yellow Streak und The Letter.

## Inhalt

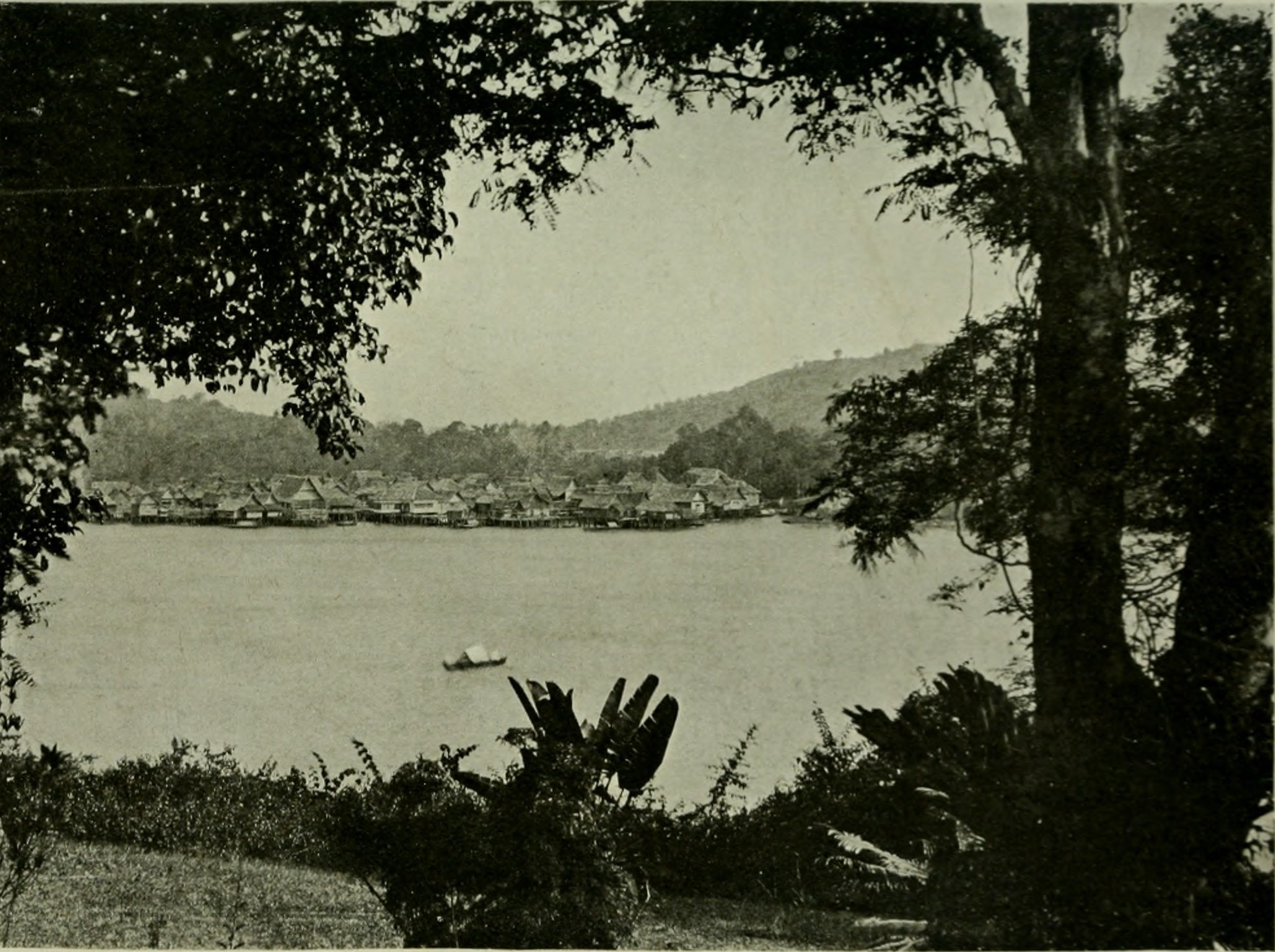
Historische Fotografie von Sir Frank A. Swettenham (1907) aus Britisch-Malaysia

Die Geschichte handelt von einem Mr. Warburton, der in einer entfernten Außenstation der Kolonialverwaltung in Borneo wohnt, der sich immer zu einer festgelegten Zeit zum Abendessen anzieht und von makellos gekleideten malaiischen Bediensteten bedient wird. Er liest die Times durch, insbesondere die sozialen Nachrichten von Lords und Ladies, obwohl sie immer sechs Wochen zu spät eintreffen. Er hat sich diszipliniert, jede Ausgabe in strenger Reihenfolge zu lesen, auch wenn er den Verlauf bestimmter Ereignisse gern erfahren hätte. Wenn er im Dienst ist, ist seine Kleidung ausnahmslos perfekt, denn er glaubt, dass ein Mann, der den Einflüssen um ihn herum erliegt und seine Selbstachtung verliert, auch den Respekt der Eingeborenen verlieren wird. Warburton ist der komplette Snob. Im Laufe der Jahre hat er sich jedoch zu einem geschickten Administrator entwickelt und ein profundes Wissen über und eine tiefe Zuneigung zu den Malaien, ihren Bräuchen und ihrer Sprache erworben, obwohl er ein englischer Gentleman bleibt, der niemals „einheimisch“ werden wird.
Schließlich wird ein Assistent ausgesandt, um ihm bei der zusätzlichen Arbeit, die sich entwickelt hat, zu helfen. Der Assistent, ein schäbiger, stumpfer Mann namens Cooper, ist alles, was Warburton nicht ist, und er ist zunächst amüsiert über die Manieren des Mannes; Cooper, der aus den Kolonien stammt, war weder an einer öffentlichen Schule noch an einer Universität. „Ich frage mich, warum um alles in der Welt sie mir so einen Kerl geschickt haben?“ denkt Warburton bei sich, besonders als er erfährt, dass sein Assistent, ein Kolonialist mit Minderwertigkeitskomplexen, die Malaysier schikaniert und hart behandelt. Im Gegenzug verdient Cooper ihre Abneigung. Allmählich verstärken sich die Irritationen zwischen den beiden Männern; die Situation eskaliert, als Cooper in Warburtons Abwesenheit dessen sakrosankte Exemplare von The Times aufreißt und es wagt, sie zuerst zu lesen und in einem unordentlichen Zustand zurückzulassen. Dann ist Warburton aus triftigen Gründen verpflichtet, einen von Coopers Befehlen seinen Männern zu widersprechen. Ihr gegenseitiger Widerspruch bricht in eine gewaltsame Auseinandersetzung aus, als Cooper ihn offen als Snob beschuldigt und ihn demütigt, indem er angibt, er sei ein stehender Witz unter seinen Kollegen im ganzen Land.
„Sie haben mich von Anfang an nicht leiden können. Vom ersten Tag an. Weil ich nicht vor Ihnen gekrochen bin, haben Sie alles getan, um meine Stellung hier unerträglich zu machen. Sie haben mir Steine in den Weg gelegt, wo Sie nur konnten – weil ich nicht um Sie herumscharwenzelt bin.“
„Sie irren sich. Ich hielt Sie zwar für einen Proleten, aber ich war durchaus zufrieden mit der Arbeit, die Sie leisteten.“
„Sie Snob! Sie verdammter Vornehmtuer! Sie halten mich für einen Proleten, weil ich nicht in Eton war. Ha, man hat mir in Kuala Solor schon erzählt, was ich zu erwarten hätte. Ja, wissen Sie denn nicht, daß Sie im ganzen Land Gegenstand des Gelächters sind? [...] Da bin ich lieber der Prolet, für den Sie mich halten, als so ein Snob wie Sie.“

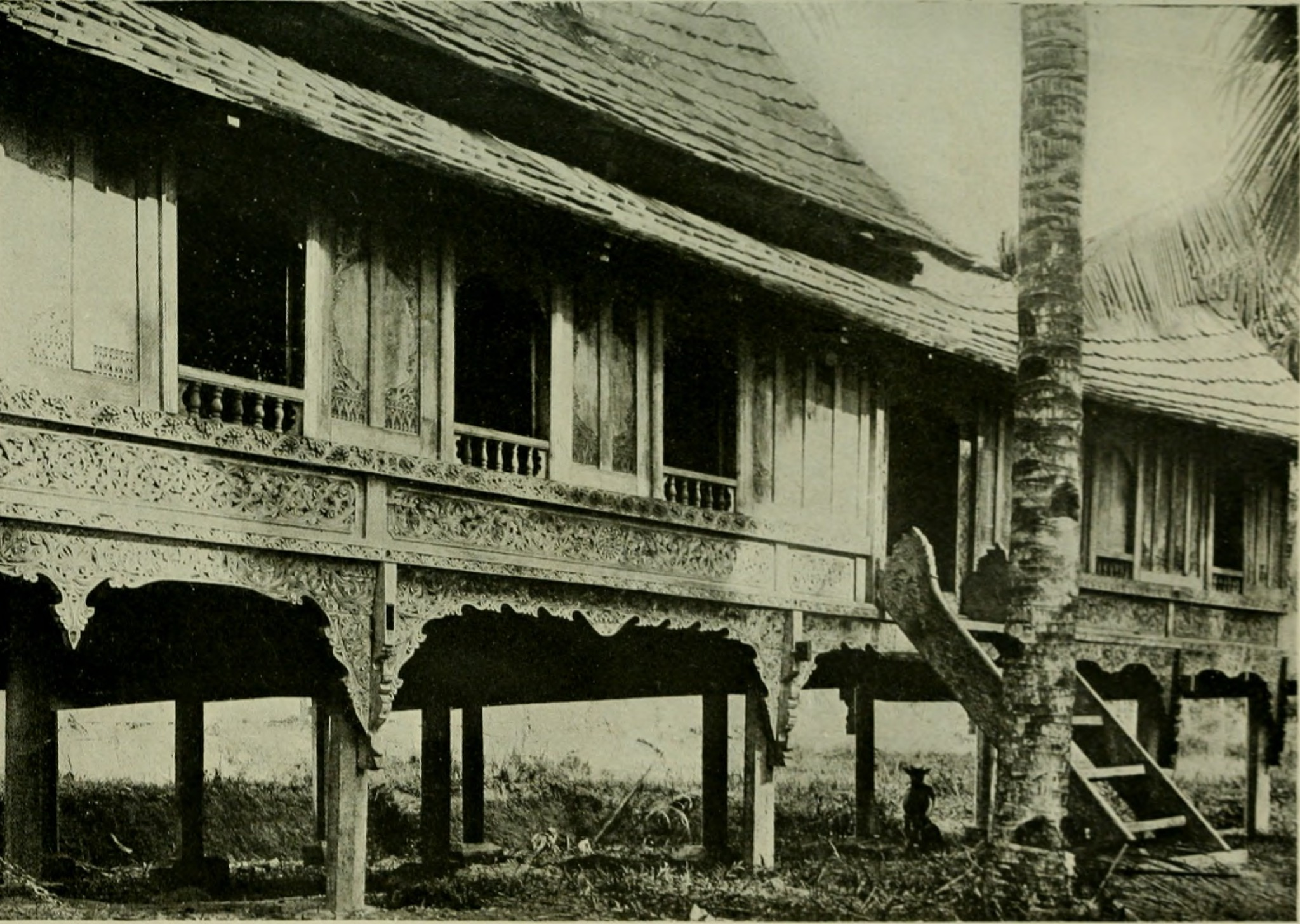
Historische Fotografie von Sir Frank A. Swettenham (1907) aus Britisch-Malaysia

Cooper entlässt seinen malaiischen Diener, nachdem er seinen Lohn zurückgehalten, ihn unrecht behandelt und ihn beleidigt hatte. Warburton, der die leidenschaftliche und rachsüchtige Mentalität der Malaien gut kennt, warnt ihn davor, ein ernstes Risiko einzugehen. Cooper verachtet ihn, aber ein paar Tage später wird er tot in seinem Bett gefunden, ein Dolch durch sein Herz. Warburton lässt sich wieder glücklich zu seinem feierlichen Abendessen nieder, in vollständiger Abendkleidung und zu seiner begeisterten Lektüre der sozialen Kolumnen in der Times.

## Rezeption
James Harding schrieb, es sei eine der großen Stärken Maughams, dass er nicht Partei ergreife, sondern die Fakten mit offensichtlicher Objektivität auslegt, um seine Charaktere abzurunden. Warburton ist ein ungeheuerlicher Snob, aber er ist auch ein gerechter Administrator, der von den Malaysiern respektiert wird, die er instinktiv versteht und unter denen er begraben werden möchte, wenn er stirbt. Cooper hingegen werde von Maugham als ein rassistischer Typ dargestellt, „taktlos und unhöflich, aber innerhalb seiner Grenzen ist er gewissenhaft und fleißig und grimmig entschlossen, das Beste aus denen herauszuholen, die er beaufsichtigen soll.“ Das Lokalkolorit werde geschickt berührt, so der Autor, „um die Begegnung zwischen zwei Arten von Männern hervorzuheben, die sich aufgrund ihrer unterschiedlichen sozialen Schichten in England niemals getroffen hätten, während in Malaya ihre enge Gegenüberstellung die unüberbrückbare Kluft betont, die sie trennt.“ Maughams Blick für die dramatische Wirkung verleihe der Erzählung eine Kraft, die die Geschichte an ihr unvermeidliches Ende treibt. The Outstation, die der zeitgenössische Kritiker Edwin Muir als „eine der besten Geschichten unserer Zeit“ bezeichnete, ist nach wie vor ein Paradebeispiel für Maughams Begabung für straffe Strukturen. Hier wie in den anderen Geschichten des Bandes baut er ein kompliziertes Mosaik auf, indem er wichtige Details ansammelt, die nur ein Meister zu unterscheiden und anzuwenden weiß.
Maughams zu Recht hochgeschätzte Erzählung „Die Dschungelresidenz“ etwa thematisiert nichts Geringeres als soziale Verwerfungen im globalen Raum, schrieb Eberhard Falcke für Deutschlandfunk Kultur. Auf engstem Handlungsfeld überkreuzen sich da soziale Klassenkonflikte mit dem vulgären Rassismus kolonialistischer Unterdrückung.
Der größte Schrecken der Geschichten von Somerset Maugham sei „die Zeit“, schrieb der Literaturkritiker Volker Weidermann (Frankfurter Allgemeine Zeitung). „Dort draußen in der Welt ist die Ewigkeit. Nichts bewegt sich. Nichts verändert sich. [...] Der snobistische Gouverneur in seiner Dschungelresidenz, dem von der Zentralregierung ein verwahrloster und mit der Zeit aufrichtig verhaßter Stellvertreter zugewiesen wurde, tröstet sich mit der Aussicht, daß er ihn im Urlaub nicht wird sehen müssen. Der nächste Urlaub ist in drei Jahren. Alles scheint ewig zu währen. Das macht das Lesen so geruhsam und bei aller Dramatik noch beruhigend. Die Zeit ist die Ruhe und der Schrecken.“

## Ausgaben
- The Outstation. In: The Casuarina Tree – Six Stories. London: Heinemann, 1926
- Die Dschungel-Residenz in: Gesammelte Erzählungen IV. Der Drache – Winter-Kreuzfahrt, Die Dschungel-Residenz und andere Erzählungen. Ü: Tine und Gerd Haffmans. Zürich: Diogenes, 1972
- Die Dschungel-Residenz Geschichten, übersetzt von Ilse Krämer u. a. Berlin: Eulenspiegel Verlag Berlin, 1979
- Ost und West. Der Rest der Welt. Gesammelte Erzählungen in zwei Bänden. Diogenes Verlag, Zürich 2005.
- Regen und andere Meistererzählungen. Gelesen von Marietta Bürger, Hans Korte, Friedhelm Ptok und Werner Rehm. Diogenes Hörbuch, Zürich 2005.